# Llista de topònims de Parets del Vallès
Llista de topònims (noms propis de lloc) del municipi de Parets del Vallès, al Vallès Oriental
Informació actualitzada per un bot. Els canvis manuals es perdran quan s'actualitzi!

## casa
| imatge | Nom                                            | Ubicat a          | instància de | Detalls                                  | coordenades                                                                                     | Protecció                   | Commons (més fotos)                            | Dades a WD                    |
| ------ | ---------------------------------------------- | ----------------- | ------------ | ---------------------------------------- | ----------------------------------------------------------------------------------------------- | --------------------------- | ---------------------------------------------- | ----------------------------- |
|        | Can Volart                                     | Parets del Vallès | casa         | Estil: arquitectura popular              | 41° 34′ 05″ N, 2° 14′ 37″ E / 41.568066°N,2.24355°E ca:Autovia c-17 / Can Gurri                 | bé cultural d'interès local | Can Volart (Parets del Vallès)                 | Modifica les dades a Wikidata |
|        | Casa Dolors Llaveria                           | Parets del Vallès | casa         | Estil: noucentisme                       | 41° 33′ 36″ N, 2° 13′ 23″ E / 41.560092°N,2.223043°E ca:Alfons XIII, 43 / 11 de setembre, 51-53 | bé cultural d'interès local | Casa Dolors Llaveria                           | Modifica les dades a Wikidata |
|        | Casa Francisca Quilez Blasco i Ana Piñol Masip | Parets del Vallès | casa         | Estil: noucentisme                       | 41° 33′ 36″ N, 2° 13′ 25″ E / 41.560033°N,2.223747°E ca:Alfons XIII, 39 / Sant Joan, 47         | bé cultural d'interès local | Casa Francisca Quilez Blasco i Ana Piñol Masip | Modifica les dades a Wikidata |
|        | Casa Àngel Rodríguez                           | Parets del Vallès | casa         | Estil: noucentisme                       | 41° 33′ 36″ N, 2° 13′ 22″ E / 41.560056°N,2.22266°E ca:Alfons XIII, 45 / Sant Jaume, 54         | bé cultural d'interès local | Casa Àngel Rodríguez                           | Modifica les dades a Wikidata |
|        | Habitatge al carrer Sant Miquel, 15            | Parets del Vallès | casa         |                                          |                                                                                                 | bé cultural d'interès local |                                                | Modifica les dades a Wikidata |
|        | Villa Helga                                    | Parets del Vallès | casa         | Estil: noucentisme                       | 41° 33′ 36″ N, 2° 13′ 24″ E / 41.560069°N,2.223335°E ca:Alfons XIII, 41 / 11 de setembre, 54    | bé cultural d'interès local | Villa Helga                                    | Modifica les dades a Wikidata |
|        | Villa Jacinta                                  | Parets del Vallès | casa         |                                          | 41° 33′ 29″ N, 2° 14′ 19″ E / 41.55797°N,2.2386°E                                               | bé cultural d'interès local |                                                | Modifica les dades a Wikidata |
|        | ca n'Oms                                       | Parets del Vallès | casa         | Estil: arquitectura popular 19th century | 41° 34′ 30″ N, 2° 13′ 52″ E / 41.575123°N,2.231096°E ca:C. Ponent, 14 107 msnm                  | bé cultural d'interès local | Ca n'Oms (Parets del Vallès)                   | Modifica les dades a Wikidata |
|        | habitatge al carrer Llibertat, 22              | Parets del Vallès | casa         | Estil: arquitectura eclèctica            | 41° 33′ 50″ N, 2° 13′ 35″ E / 41.56384°N,2.226517°E                                             | bé cultural d'interès local | Habitatge al carrer Llibertat, 22              | Modifica les dades a Wikidata |
|        | la Casona                                      | Parets del Vallès | casa         | Estil: modernisme català                 | 41° 34′ 03″ N, 2° 13′ 56″ E / 41.567498°N,2.232225°E ca:Lepant, 11 / Miquel Servet, 12          | bé cultural d'interès local | Vil·la Adela                                   | Modifica les dades a Wikidata |

## edifici
| imatge | Nom                                       | Ubicat a          | instància de | Detalls                       | coordenades                                                            | Protecció                                  | Commons (més fotos)                  | Dades a WD                    |
| ------ | ----------------------------------------- | ----------------- | ------------ | ----------------------------- | ---------------------------------------------------------------------- | ------------------------------------------ | ------------------------------------ | ----------------------------- |
|        | Casa Nova de Cal Vila                     | Parets del Vallès | edifici      |                               |                                                                        | bé cultural d'interès local                |                                      | Modifica les dades a Wikidata |
|        | Escola de Música                          | Parets del Vallès | edifici      | Estil: arquitectura eclèctica | 41° 34′ 33″ N, 2° 14′ 02″ E / 41.575855°N,2.233786°E                   | bé cultural d'interès local                | Escola de Música (Parets del Vallès) | Modifica les dades a Wikidata |
|        | Fàbrica Man                               | Parets del Vallès | edifici      |                               | 41° 33′ 49″ N, 2° 14′ 09″ E / 41.563569°N,2.235794°E                   | bé cultural d'interès local                | Fàbrica Man                          | Modifica les dades a Wikidata |
|        | Llar d'Infants la Linera                  | Parets del Vallès | edifici      | Estil: noucentisme            | 41° 34′ 29″ N, 2° 13′ 59″ E / 41.574631°N,2.233063°E ca:C. Ponent, 2-4 | bé cultural d'interès local                | Llar d'Infants la Linera             | Modifica les dades a Wikidata |
|        | Pintures de la façana de la Fàbrica Tipel | Parets del Vallès | edifici      |                               | 41° 33′ 06″ N, 2° 14′ 08″ E / 41.551539°N,2.235524°E                   | bé cultural d'interès local                |                                      | Modifica les dades a Wikidata |
|        | Safareig de la Torre d'en Malla           | Parets del Vallès | edifici      |                               |                                                                        | bé integrant del patrimoni cultural català |                                      | Modifica les dades a Wikidata |

## entitat singular de població
| imatge | Nom                                      | Ubicat a          | instància de                                                                   | Detalls   | coordenades                                                           | Protecció | Commons (més fotos)            | Dades a WD                    |
| ------ | ---------------------------------------- | ----------------- | ------------------------------------------------------------------------------ | --------- | --------------------------------------------------------------------- | --------- | ------------------------------ | ----------------------------- |
|        | Can Gosc                                 | Parets del Vallès | entitat singular de població                                                   | 4 hab     | 41° 34′ 09″ N, 2° 14′ 23″ E / 41.56907398°N,2.239733883°E 86.604 msnm |           |                                | Modifica les dades a Wikidata |
|        | Can Massot                               | Parets del Vallès | entitat singular de població                                                   | 0 hab     | 41° 33′ 28″ N, 2° 14′ 17″ E / 41.55777644°N,2.23800603°E 75 msnm      |           |                                | Modifica les dades a Wikidata |
|        | Can Pepet                                | Parets del Vallès | entitat singular de població                                                   | 13 hab    | 41° 34′ 04″ N, 2° 14′ 32″ E / 41.56788279°N,2.2421451°E 88 msnm       |           |                                | Modifica les dades a Wikidata |
|        | Can Riera                                | Parets del Vallès | entitat singular de població                                                   | 81 hab    | 41° 34′ 12″ N, 2° 12′ 58″ E / 41.569908°N,2.216215°E 105 msnm         |           |                                | Modifica les dades a Wikidata |
|        | Can Volard                               | Parets del Vallès | entitat singular de població polígon industrial                                | 12 hab    | 41° 33′ 59″ N, 2° 14′ 35″ E / 41.56629449°N,2.24305117°E 85 msnm      |           |                                | Modifica les dades a Wikidata |
|        | Parets del Vallès                        | Parets del Vallès | entitat singular de població capital municipal ens local històric de Catalunya | 7182 hab  | 41° 34′ 24″ N, 2° 14′ 04″ E / 41.57329035°N,2.23447723°E 92 msnm      |           |                                | Modifica les dades a Wikidata |
|        | Polígon industrial Sector de l'Autopista | Parets del Vallès | entitat singular de població                                                   | 12 hab    | 41° 33′ 23″ N, 2° 14′ 15″ E / 41.55626049°N,2.23759213°E 73 msnm      |           |                                | Modifica les dades a Wikidata |
|        | Polígon industrial Z                     | Parets del Vallès | entitat singular de població                                                   | 0 hab     | 41° 33′ 56″ N, 2° 14′ 18″ E / 41.56543407°N,2.2382399°E 81 msnm       |           |                                | Modifica les dades a Wikidata |
|        | Polígon industrial de Llevant            | Parets del Vallès | entitat singular de població polígon industrial                                | 1 hab     | 41° 34′ 33″ N, 2° 14′ 26″ E / 41.57591535°N,2.24050384°E 87 msnm      |           |                                | Modifica les dades a Wikidata |
|        | l'Eixample                               | Parets del Vallès | entitat singular de població                                                   | 10877 hab | 41° 33′ 29″ N, 2° 13′ 22″ E / 41.55808°N,2.22267°E 86 msnm            |           | L'Eixample (Parets del Vallès) | Modifica les dades a Wikidata |
|        | l'Escorxador                             | Parets del Vallès | entitat singular de població                                                   | 697 hab   | 41° 34′ 04″ N, 2° 13′ 55″ E / 41.56788747°N,2.23198632°E 87 msnm      |           |                                | Modifica les dades a Wikidata |

## església
| imatge | Nom                             | Ubicat a          | instància de                 | Detalls                                                                  | coordenades                                                                   | Protecció                   | Commons (més fotos)   | Dades a WD                    |
| ------ | ------------------------------- | ----------------- | ---------------------------- | ------------------------------------------------------------------------ | ----------------------------------------------------------------------------- | --------------------------- | --------------------- | ----------------------------- |
|        | Sant Esteve de Parets           | Parets del Vallès | església església parroquial | Arquitecte: Francesc Folguera i Grassi Estil: historicisme arquitectònic | 41° 34′ 24″ N, 2° 14′ 03″ E / 41.573391°N,2.234276°E                          | bé cultural d'interès local | Sant Esteve de Parets | Modifica les dades a Wikidata |
|        | capella de Sant Jaume de Parets | Parets del Vallès | església                     |                                                                          | 41° 33′ 30″ N, 2° 13′ 35″ E / 41.558214°N,2.226265°E ca:Plaça Josep Marcer, 7 | bé cultural d'interès local | Sant Jaume de Parets  | Modifica les dades a Wikidata |

## estructura arquitectònica
| imatge | Nom                         | Ubicat a          | instància de              | Detalls | coordenades                                                                                 | Protecció | Commons (més fotos) | Dades a WD                    |
| ------ | --------------------------- | ----------------- | ------------------------- | ------- | ------------------------------------------------------------------------------------------- | --------- | ------------------- | ----------------------------- |
|        | Pèrgola de la plaça         | Parets del Vallès | estructura arquitectònica |         | 41° 34′ 23″ N, 2° 14′ 05″ E / 41.573036193847656°N,2.2346699237823486°E ca:Plaça de la Vila |           |                     | Modifica les dades a Wikidata |
|        | font de la plaça de la Vila | Parets del Vallès | estructura arquitectònica |         | 41° 34′ 24″ N, 2° 14′ 02″ E / 41.5733642578125°N,2.234005928039551°E ca:Plaça de la Vila    |           |                     | Modifica les dades a Wikidata |

## masia
| imatge | Nom                   | Ubicat a          | instància de | Detalls                                                  | coordenades                                                                                               | Protecció                                  | Commons (més fotos)            | Dades a WD                    |
| ------ | --------------------- | ----------------- | ------------ | -------------------------------------------------------- | --- | ------------------------------------------ | ------------------------------ | ----------------------------- |
|        | Cal Jardiner          | Parets del Vallès | masia        |                                                          | 41° 34′ 12″ N, 2° 13′ 23″ E / 41.5700710778361°N,2.22296235501395°E                                       |                                            |                                | Modifica les dades a Wikidata |
|        | Can Berenguer         | Parets del Vallès | masia        |                                                          | 41° 33′ 37″ N, 2° 13′ 50″ E / 41.560379°N,2.230628°E                                                      |                                            |                                | Modifica les dades a Wikidata |
|        | Can Bona              | Parets del Vallès | masia        |                                                          | 41° 34′ 47″ N, 2° 15′ 12″ E / 41.5796854833955°N,2.25342485951925°E                                       |                                            |                                | Modifica les dades a Wikidata |
|        | Can Botjosa           | Parets del Vallès | masia        |                                                          | 41° 33′ 40″ N, 2° 13′ 10″ E / 41.5611030750001°N,2.21944805466559°E                                       |                                            |                                | Modifica les dades a Wikidata |
|        | Can Bullícia          | Parets del Vallès | masia        |                                                          | 41° 34′ 16″ N, 2° 13′ 10″ E / 41.571146313682°N,2.21947109565849°E                                        |                                            |                                | Modifica les dades a Wikidata |
|        | Can Calau             | Parets del Vallès | masia        | Estil: arquitectura popular                              | 41° 33′ 56″ N, 2° 13′ 01″ E / 41.565461°N,2.216976°E                                                      | bé cultural d'interès local                |                                | Modifica les dades a Wikidata |
|        | Can Cot               | Parets del Vallès | masia        | Estil: arquitectura popular                              | 41° 33′ 56″ N, 2° 14′ 21″ E / 41.565515°N,2.239295°E ca:Premsa / Impremta 102 msnm                        | bé cultural d'interès local                | Can Cot (Parets del Vallès)    | Modifica les dades a Wikidata |
|        | Can Cremapallers      | Parets del Vallès | masia        |                                                          | 41° 33′ 54″ N, 2° 13′ 18″ E / 41.5651347788407°N,2.22158230888662°E                                       |                                            |                                | Modifica les dades a Wikidata |
|        | Can Déu               | Parets del Vallès | masia        |                                                          | 41° 34′ 06″ N, 2° 14′ 33″ E / 41.5683555039078°N,2.24258091268929°E 89 msnm                               |                                            | Can Déu (Parets del Vallès)    | Modifica les dades a Wikidata |
|        | Can Filomeno          | Parets del Vallès | masia        |                                                          | 41° 34′ 12″ N, 2° 13′ 48″ E / 41.5700019978626°N,2.23009972133269°E                                       |                                            |                                | Modifica les dades a Wikidata |
|        | Can Font              | Parets del Vallès | masia        |                                                          | 41° 33′ 56″ N, 2° 13′ 11″ E / 41.5655100293439°N,2.21980278905623°E                                       |                                            |                                | Modifica les dades a Wikidata |
|        | Can Fradera           | Parets del Vallès | masia        |                                                          | 41° 34′ 32″ N, 2° 14′ 13″ E / 41.5754341972663°N,2.23698042789418°E                                       |                                            |                                | Modifica les dades a Wikidata |
|        | Can Galtatallada      | Parets del Vallès | masia        |                                                          | 41° 34′ 44″ N, 2° 14′ 22″ E / 41.5789367329298°N,2.23950631021947°E                                       |                                            |                                | Modifica les dades a Wikidata |
|        | Can Garcia            | Parets del Vallès | masia        |                                                          | 41° 34′ 13″ N, 2° 13′ 42″ E / 41.5704138077135°N,2.22837965253736°E                                       |                                            |                                | Modifica les dades a Wikidata |
|        | Can Gispert           | Parets del Vallès | masia        |                                                          | 41° 34′ 37″ N, 2° 13′ 49″ E / 41.5770641566158°N,2.2301717948302°E                                        |                                            |                                | Modifica les dades a Wikidata |
|        | Can Guasch            | Parets del Vallès | masia        | Estil: arquitectura popular                              | 41° 34′ 32″ N, 2° 14′ 54″ E / 41.575668°N,2.248302°E ca:Camí de Can Guasch. Pol. Ind. de Llevant 102 msnm | bé cultural d'interès local                | Can Guasch (Parets del Vallès) | Modifica les dades a Wikidata |
|        | Can Gàbia             | Parets del Vallès | masia        |                                                          | 41° 34′ 11″ N, 2° 13′ 38″ E / 41.5696222657425°N,2.22720165475544°E                                       |                                            |                                | Modifica les dades a Wikidata |
|        | Can Jornet de Parets  | Parets del Vallès | masia        | Estil: arquitectura popular                              | 41° 33′ 38″ N, 2° 12′ 51″ E / 41.560582°N,2.214217°E ca:Gallecs. Camí de la Riera Seca                    | bé cultural d'interès local                | Can Jornet de Parets           | Modifica les dades a Wikidata |
|        | Can Manxa             | Parets del Vallès | masia        |                                                          | |                                            |                                | Modifica les dades a Wikidata |
|        | Can Massó             | Parets del Vallès | masia        | Estil: arquitectura gòtica                               | 41° 34′ 49″ N, 2° 14′ 49″ E / 41.580249°N,2.247073°E ca:Marineta                                          | bé cultural d'interès local                | Can Massó (Parets del Vallès)  | Modifica les dades a Wikidata |
|        | Can Mateu             | Parets del Vallès | masia        |                                                          | 41° 34′ 09″ N, 2° 13′ 57″ E / 41.5692885051269°N,2.23250700326274°E                                       |                                            |                                | Modifica les dades a Wikidata |
|        | Can Merengues         | Parets del Vallès | masia        | Estil: arquitectura popular                              | 41° 33′ 51″ N, 2° 13′ 04″ E / 41.564241°N,2.217801°E                                                      | bé cultural d'interès local                |                                | Modifica les dades a Wikidata |
|        | Can Munts             | Parets del Vallès | masia        |                                                          | 41° 34′ 36″ N, 2° 13′ 38″ E / 41.5766037685009°N,2.22733435115343°E                                       |                                            |                                | Modifica les dades a Wikidata |
|        | Can Músic             | Parets del Vallès | masia        |                                                          | 41° 33′ 42″ N, 2° 12′ 58″ E / 41.561731°N,2.216188°E                                                      |                                            |                                | Modifica les dades a Wikidata |
|        | Can Neri              | Parets del Vallès | masia        |                                                          | 41° 34′ 47″ N, 2° 15′ 14″ E / 41.579859183086°N,2.2539305967511°E                                         |                                            |                                | Modifica les dades a Wikidata |
|        | Can Pallarès          | Parets del Vallès | masia        |                                                          | 41° 33′ 48″ N, 2° 13′ 10″ E / 41.5632741345007°N,2.21949388418102°E                                       |                                            |                                | Modifica les dades a Wikidata |
|        | Can Pla               | Parets del Vallès | masia        | Estil: arquitectura popular Estat: enderrocat o destruït | 41° 34′ 29″ N, 2° 14′ 43″ E / 41.574638°N,2.245159°E                                                      | bé integrant del patrimoni cultural català |                                | Modifica les dades a Wikidata |
|        | Can Quildo            | Parets del Vallès | masia        |                                                          | 41° 33′ 42″ N, 2° 12′ 51″ E / 41.5617341091568°N,2.21423565066614°E                                       |                                            |                                | Modifica les dades a Wikidata |
|        | Can Ramon             | Parets del Vallès | masia        |                                                          | 41° 34′ 19″ N, 2° 13′ 01″ E / 41.5719033386908°N,2.21688315822752°E                                       |                                            |                                | Modifica les dades a Wikidata |
|        | Can Roget             | Parets del Vallès | masia        |                                                          | 41° 34′ 01″ N, 2° 13′ 55″ E / 41.567022°N,2.231859°E                                                      |                                            |                                | Modifica les dades a Wikidata |
|        | Can Romeu             | Parets del Vallès | masia        | Estil: arquitectura popular                              | 41° 34′ 27″ N, 2° 14′ 54″ E / 41.574164°N,2.248427°E ca:Can Romeu                                         | bé cultural d'interès local                | Can Romeu (Parets del Vallès)  | Modifica les dades a Wikidata |
|        | Can Ros               | Parets del Vallès | masia        |                                                          | 41° 34′ 12″ N, 2° 13′ 34″ E / 41.5700647667615°N,2.22603294411544°E                                       |                                            |                                | Modifica les dades a Wikidata |
|        | Can Rosset            | Parets del Vallès | masia        |                                                          | 41° 34′ 16″ N, 2° 13′ 36″ E / 41.571007°N,2.226715°E                                                      |                                            |                                | Modifica les dades a Wikidata |
|        | Can Serra             | Parets del Vallès | masia        | Estil: gòtic flamíger                                    | 41° 34′ 20″ N, 2° 13′ 50″ E / 41.5721°N,2.23049°E ca:Camí de Can Serra - Av. Lluís Compnays, 26           | bé cultural d'interès local                | Can Serra (Parets del Vallès)  | Modifica les dades a Wikidata |
|        | Can Teixa             | Parets del Vallès | masia        |                                                          | 41° 34′ 07″ N, 2° 12′ 56″ E / 41.5685351669543°N,2.21564048814147°E                                       |                                            |                                | Modifica les dades a Wikidata |
|        | Can Torrents          | Parets del Vallès | masia        | Estil: arquitectura popular                              | 41° 33′ 33″ N, 2° 14′ 18″ E / 41.559097°N,2.238432°E                                                      | bé cultural d'interès local                |                                | Modifica les dades a Wikidata |
|        | Can Turull            | Parets del Vallès | masia        |                                                          | 41° 34′ 39″ N, 2° 13′ 51″ E / 41.577585°N,2.230954°E 117 msnm                                             |                                            |                                | Modifica les dades a Wikidata |
|        | Can Vileta            | Parets del Vallès | masia        |                                                          | 41° 34′ 36″ N, 2° 13′ 58″ E / 41.5767126874675°N,2.23283895314248°E                                       |                                            |                                | Modifica les dades a Wikidata |
|        | Casa del Tren         | Parets del Vallès | masia        | Estil: arquitectura popular 16th century                 | 41° 32′ 45″ N, 2° 13′ 58″ E / 41.545918°N,2.232838°E ca:Cuartel de Levante, 75 67 msnm                    | bé cultural d'interès local                | Casa del Tren                  | Modifica les dades a Wikidata |
|        | Casanova de Can Vila  | Parets del Vallès | masia        |                                                          | 41° 33′ 27″ N, 2° 12′ 56″ E / 41.5575102995532°N,2.21564189646743°E                                       |                                            |                                | Modifica les dades a Wikidata |
|        | Torre de Can Moragues | Parets del Vallès | masia        | Estil: gòtic tardà                                       | 41° 34′ 09″ N, 2° 14′ 24″ E / 41.5691°N,2.2399°E ca:Camí de Montmeló 86 msnm                              | bé cultural d'interès local                | Torre de Can Moragues          | Modifica les dades a Wikidata |
|        | Vila-rosal            | Parets del Vallès | masia        | Estil: arquitectura popular                              | 41° 34′ 50″ N, 2° 12′ 24″ E / 41.580604°N,2.20675°E                                                       | bé cultural d'interès local                | Vila-rosal                     | Modifica les dades a Wikidata |
|        | el Forn               | Parets del Vallès | masia        |                                                          | 41° 34′ 35″ N, 2° 13′ 35″ E / 41.5763354007121°N,2.22626996326609°E                                       |                                            |                                | Modifica les dades a Wikidata |
|        | la Torre del Dipòsit  | Parets del Vallès | masia        |                                                          | 41° 33′ 30″ N, 2° 14′ 19″ E / 41.5582329336901°N,2.23872976211266°E                                       |                                            |                                | Modifica les dades a Wikidata |
|        | torre d'en Malla      | Parets del Vallès | masia        | Estil: arquitectura gòtica                               | 41° 33′ 50″ N, 2° 12′ 41″ E / 41.563939°N,2.211325°E ca:Camí de Torre de Malla 102 msnm                   | bé cultural d'interès local                | Torre d'en Malla               | Modifica les dades a Wikidata |

## monument
| imatge | Nom                                      | Ubicat a          | instància de | Detalls | coordenades | Protecció | Commons (més fotos) | Dades a WD                    |
| ------ | ---------------------------------------- | ----------------- | ------------ | ------- | --- | --------- | ------------------- | ----------------------------- |
|        | Escultura el Pedró                       | Parets del Vallès | monument     |         | 41° 34′ 20″ N, 2° 13′ 52″ E / 41.57218551635742°N,2.2311489582061768°E ca:Av. Lluís Companys, davant de Can Serra |           |                     | Modifica les dades a Wikidata |
|        | Monument a la Dona Vallesana             | Parets del Vallès | monument     |         | 41° 34′ 28″ N, 2° 13′ 37″ E / 41.57448959350586°N,2.2270679473876953°E ca:Doctor Caballero                        |           |                     | Modifica les dades a Wikidata |
|        | Monument als represaliats pel franquisme | Parets del Vallès | monument     |         | 41° 34′ 31″ N, 2° 14′ 00″ E / 41.57514953613281°N,2.2334370613098145°E ca:Parc de la Linera                       |           |                     | Modifica les dades a Wikidata |

## nucli de població
| imatge | Nom                   | Ubicat a                     | instància de                                           | Detalls   | coordenades                                                        | Protecció | Commons (més fotos) | Dades a WD                    |
| ------ | --------------------- | ---------------------------- | ------------------------------------------------------ | --------- | ------------------------------------------------------------------ | --------- | ------------------- | ----------------------------- |
|        | Can Cerdanet          | Parets del Vallès            | nucli de població nucli d'entitat singular de població | 516 hab   | 41° 34′ 23″ N, 2° 13′ 34″ E / 41.57318048°N,2.226203956°E 123 msnm |           |                     | Modifica les dades a Wikidata |
|        | Can Vila-rosal        | Parets del Vallès            | nucli de població nucli d'entitat singular de població | 4 hab     | 41° 34′ 47″ N, 2° 12′ 25″ E / 41.579755°N,2.206953°E 107 msnm      |           |                     | Modifica les dades a Wikidata |
|        | l'Eixample Industrial | l'Eixample Parets del Vallès | nucli de població nucli d'entitat singular de població | 10854 hab | 41° 33′ 32″ N, 2° 13′ 23″ E / 41.55890979°N,2.22296659°E 86 msnm   |           |                     | Modifica les dades a Wikidata |
|        | les Amèriques         | Parets del Vallès            | nucli de població nucli d'entitat singular de població | 306 hab   | 41° 34′ 03″ N, 2° 13′ 18″ E / 41.56745789°N,2.22167684°E 106 msnm  |           |                     | Modifica les dades a Wikidata |

## polígon industrial
| imatge | Nom                                 | Ubicat a          | instància de       | Detalls | coordenades                                                         | Protecció | Commons (més fotos) | Dades a WD                    |
| ------ | ----------------------------------- | ----------------- | ------------------ | ------- | ------------------------------------------------------------------- | --------- | ------------------- | ----------------------------- |
|        | Polígon industrial La Serra         | Parets del Vallès | polígon industrial |         | 41° 34′ 30″ N, 2° 13′ 07″ E / 41.5749227699283°N,2.21850200848184°E |           |                     | Modifica les dades a Wikidata |
|        | Polígon industrial Sector Autopista | Parets del Vallès | polígon industrial |         | 41° 33′ 16″ N, 2° 14′ 11″ E / 41.5543088181279°N,2.23647348269048°E |           |                     | Modifica les dades a Wikidata |
|        | Polígon industrial Sector Z         | Parets del Vallès | polígon industrial |         | 41° 33′ 44″ N, 2° 14′ 34″ E / 41.5622141328206°N,2.24282053337576°E |           |                     | Modifica les dades a Wikidata |

## Misc
| imatge | Nom                                  | Ubicat a | instància de                                                         | Detalls | coordenades | Protecció                                            | Commons (més fotos)                       | Dades a WD                    |
| ------ | ------------------------------------ | --- | -------------------------------------------------------------------- | --- | --- | ---------------------------------------------------- | ----------------------------------------- | ----------------------------- |
|        | Ajuntament de Parets del Vallès      | Parets del Vallès | casa consistorial                                                    | Estil: Neoromànic 20th century                                                                               | 41° 34′ 24″ N, 2° 14′ 01″ E / 41.573337°N,2.2336°E 98 msnm                                                                                          | bé cultural d'interès local                          | Ajuntament de Parets del Vallès           | Modifica les dades a Wikidata |
|        | CEIP Lluís Piquer                    | Parets del Vallès | edifici escolar Ús: Escola Lluís Piquer                              | Estil: noucentisme                                                                                           | 41° 34′ 20″ N, 2° 14′ 06″ E / 41.57219°N,2.234888°E ca:Av. Framcesc Macià, 2-4 / Av. Catalunya                                                      | bé cultural d'interès local                          | CEIP Lluís Piquer                         | Modifica les dades a Wikidata |
|        | Can Cabasses                         | Parets del Vallès | barri                                                                | 22 hab | 41° 34′ 01″ N, 2° 13′ 54″ E / 41.566861111111°N,2.2316944444444°E                                                                                   |                                                      |                                           | Modifica les dades a Wikidata |
|        | Escultura portes del Montseny 2      | Parets del Vallès | obra escultòrica                                                     | Creador: Josep Plandiura Vilacís 2017 Alt: 15m                                                               | 41° 34′ 13″ N, 2° 14′ 32″ E / 41.57027°N,2.242185°E ca:Av. Francesc Macià                                                                           |                                                      | Escultura portes del Montseny 2           | Modifica les dades a Wikidata |
|        | Estació de Parets del Vallès         | Parets del Vallès | estació de ferrocarril                                               | | 41° 33′ 23″ N, 2° 13′ 34″ E / 41.55627777777778°N,2.226027777777778°E ca:Av. Estació                                                                |                                                      | Parets del Vallès train station           | Modifica les dades a Wikidata |
|        | Forn de la Torre de Cellers          | Parets del Vallès | forn                                                                 | Estil: arquitectura popular                                                                                  | 41° 33′ 47″ N, 2° 14′ 23″ E / 41.563181°N,2.239734°E                                                                                                | bé integrant del patrimoni cultural català           |                                           | Modifica les dades a Wikidata |
|        | Gallecs                              | Àmbit Metropolità de Barcelona Mollet del Vallès Parets del Vallès Santa Perpètua de Mogoda Lliçà de Vall Montcada i Reixac Gallecs | Espai Natural Protegit àrea protegida Pla d'Espais d'Interès Natural | 2009 Superfície: 702.08025ha                                                                                 | 41° 33′ 44″ N, 2° 11′ 41″ E / 41.562158333333336°N,2.194602777777778°E ca:Entre la carretera de Caldes C-59 i el camí de la Serra de Mollet 65 msnm |                                                      | Gallecs                                   | Modifica les dades a Wikidata |
|        | Mina de Can Berenguer                | Parets del Vallès | mina d'aigua                                                         | | 41° 34′ 00″ N, 2° 13′ 32″ E / 41.566783333333°N,2.2256666666667°E                                                                                   |                                                      | Mina de Can Berenguer                     | Modifica les dades a Wikidata |
|        | Polígon industrial Sector Mollet     | l'Eixample Parets del Vallès | nucli d'entitat singular de població polígon industrial              | 2 hab | 41° 33′ 21″ N, 2° 13′ 56″ E / 41.555838°N,2.232127°E 74 msnm                                                                                        |                                                      |                                           | Modifica les dades a Wikidata |
|        | Torre de Cellers                     | Parets del Vallès | casa forta                                                           | Estil: arquitectura gòtica                                                                                   | 41° 33′ 48″ N, 2° 14′ 22″ E / 41.5633°N,2.23957°E ca:Polígon Can Volart. Torre de Cellers 261 msnm                                                  | bé d'interès cultural bé cultural d'interès nacional | Torre de Cellers                          | Modifica les dades a Wikidata |
|        | Viaducte de Parets del Vallès        | Parets del Vallès | viaducte                                                             | 1895 Travessa: el Tenes Hi passa: línia R3 línia Barcelona-Ripoll Llarg: 136m Llum: 28m Ample: 9m Alt: 9.16m | 41° 33′ 29″ N, 2° 14′ 03″ E / 41.558055555555555°N,2.234166666666667°E                                                                              |                                                      |                                           | Modifica les dades a Wikidata |
|        | casa del Carrer Miquel Servet, 17    | Parets del Vallès | edifici residencial                                                  | Estil: noucentisme                                                                                           | 41° 34′ 05″ N, 2° 13′ 55″ E / 41.56795883178711°N,2.2318344116210938°E ca:Miquel Servet, 17                                                         |                                                      |                                           | Modifica les dades a Wikidata |
|        | cases dels treballadors de la Linera | Parets del Vallès | conjunt urbà                                                         | | 41° 34′ 30″ N, 2° 14′ 02″ E / 41.57489013671875°N,2.233988046646118°E ca:Antoni Feliu                                                               |                                                      |                                           | Modifica les dades a Wikidata |
|        | cementiri de Parets del Vallès       | Parets del Vallès | cementiri                                                            | | 41° 34′ 29″ N, 2° 13′ 44″ E / 41.5746499310034°N,2.22878504783714°E                                                                                 |                                                      |                                           | Modifica les dades a Wikidata |
|        | el Tenes                             | província de Barcelona Moianès Vallès Oriental                                                                                      | curs d'aigua                                                         | Desemboca: Besòs Llarg: 32.5km                                                                               | 41° 44′ 53″ N, 2° 09′ 35″ E / 41.748152°N,2.15967°E 41° 32′ 28″ N, 2° 13′ 49″ E / 41.541249°N,2.230325°E                                            |                                                      | El Tenes                                  | Modifica les dades a Wikidata |
|        | xemeneia de la Linera                | Parets del Vallès | xemeneia de fàbrica                                                  | | 41° 34′ 33″ N, 2° 13′ 57″ E / 41.575803°N,2.232607°E                                                                                                | bé cultural d'interès local                          | Xemeneia de la Linera (Parets del Vallès) | Modifica les dades a Wikidata |